# Natus Vincere
Natus Vincere (NAVI (ранее использовалось сокращение Na`Vi); с лат. — «Рождённые побеждать») — украинская мультигейминговая киберспортивная организация. Имеет подразделения (составы) по CS 2, Dota 2, PUBG, Brawl Stars, Valorant, League of Legends, Clash of Clans, Mobile Legends: Bang Bang, Tekken 8, CrossFire, Apex Legends, Call of Duty: Warzone, Fatal Fury и шахматам.
Наибольших успехов организация достигла в Counter-Strike (Counter-Strike: Global Offensive) и Dota 2. В 2010 году состав по игре Counter-Strike 1.6 впервые в истории выиграл три крупнейших турнира за один год — Intel Extreme Masters 4, Electronic Sports World Cup 2010 и World Cyber Games 2010. В 2021 году команда по Counter-Strike: Global Offensive выиграла PGL Major Stockholm 2021 — крупнейший турнир (мейджор) в этой дисциплине. До этого команда добиралась до финала три раза: в 2015, 2016 и 2018 годах. Также в 2021 году команда выиграла Intel Grand Slam, суммарно получив за год более 2 000 000 $ призовых. 31 марта 2024 года команда выиграла свой второй Major-турнир (и первый в истории по Counter-Strike 2) — PGL CS2 Major Copenhagen 2024. Состав команды по Dota 2 летом 2011 года стал лучшим на турнире The International 2011, обыграв в финале китайскую команду EHOME и выиграв 1 000 000 $ за первое место. В 2012 и 2013 годах, игроки выходили в финал The International, но на этом значимые достижения состава закончились. Кроме этого, важнейшими для организации победами стали победа шведского легионера Себастьяна «Ostkaka» Энгвалла на чемпионате мира по Hearthstone в 2015 году, а в 2018 году состав по Paladins выиграл турнир Paladins World Championship 2018

## Основание и руководство организации
Идея создания организации была предложена казахстанским меценатом и киберспортивным организатором Муратом Жумашевичем «Арбалетом» Тулемаганбетовым. На его предложение отреагировал Сергей «starix» Ищук, которому было поручено сформировать команду по Counter-Strike 1.6. Первоначально команда получила название «Arbalet.UA». Менеджером новой команды стал киевлянин Александр «ZeroGravity» Кохановский. 17 декабря 2009 года вокруг состава по CS 1.6 была сформирована полноценная киберспортивная организация, название для которой придумали Даниил «Zeus» Тесленко и Иоанн «Edward» Сухарев под влиянием посещения фильма «Аватар», где была вымышленная раса На'ви. Позже был проведён конкурс на лучшее название команды, а точнее, на лучшую расшифровку аббревиатуры NA’VI, в результате чего коллектив получил название «Natus Vincere» (от латинского «рождённые побеждать»).
С момента основания в 2009 году руководителем и спонсором организации являлся Мурат Тулемаганбетов. В октябре 2011 года закончилась его договорённость с членами организации, после чего руководство и развитие Natus Vincere стало осуществляться собственными силами. Новым генеральным директором организации стал Александр «ZeroGravity» Кохановский.
Летом 2016 года организация Natus Vincere заключила сделку с российским киберспортивным холдингом ESforce Holding Ltd, некогда основанным Александром Кохановским совместно с владельцем клуба Virtus.pro Антоном Черепенниковым. Сумма сделки составила около $10 млн, а предмет — продажа долей в активах, а также медиаправ клуба Na’Vi. Сотрудничество между Natus Vincere и ESforce продолжалось до конца 2017 года, когда все права, касающиеся Natus Vincere (в том числе, выкупленные ESforce права на медиа и рекламу) были возвращены Zero Gravity Group, создателем и руководителем которой является Кохановский. При этом, Кохановский покинул совет директоров ESforce.
К этому моменту ZeroGravity уже покинул пост генерального менеджера. С 25 января 2017 года эту должность занимает Евгений «HarisPilton» Золотарёв, а Кохановский останется в организации как член совета директоров и руководитель Zero Gravity Group.
В 2018 году сменился владелец команды NAVI, им стал Максим Криппа.

## Действующие подразделения

### Counter-Strike 2

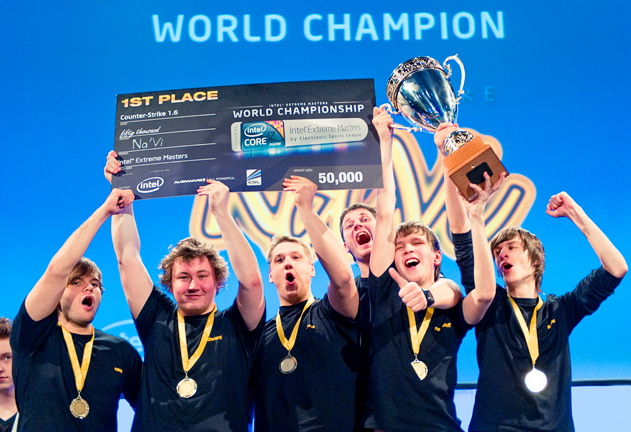
Natus Vincere выигрывает Intel Extreme Masters 4

#### Counter-Strike 1.6
Команда по Counter-Strike стала первым составом Natus Vincere. В неё вошли Сергей «starix» Ищук, Даниил «Zeus» Тесленко, Иоанн «Edward» Сухарев, Егор «markeloff» Маркелов и Арсений «ceh9» Триноженко. В 2010 году команда побеждает в гранд-финале четвёртого сезона Intel Extreme Masters шведскую команду fnatic, затем первой из команд СНГ становится чемпионом мира по версии ESWC, а после одерживает победу на чемпионате мира World Cyber Games, став первой в мире командой, завоевавшей три самых престижных чемпионских титула (IEM, ESWC, WCG) за один год. В конце года Natus Vincere побеждают на LAN-турнире DreamHack Winter 2010 и устанавливают очередной рекорд, заработав за год более 215 тысяч долларов, побив предыдущее достижение fnatic (189 тыс. долларов за 2009 год). 5 марта 2011 года в Ганновере Natus Vincere отстаивает титул чемпионов мира по версии Intel Extreme Masters и зарабатывает $35 000.

#### Counter-Strike: Global Offensive
В конце 2012 года все игроки переходят в новую дисциплину — Counter-Strike: Global Offensive, однако долгое время команда не могла похвастаться весомыми достижениями. В апреле 2015 года Natus Vincere добились первой серьёзной победы в международном турнире по CS:GO, став победителем премьерного сезона ESL Pro League. 1 ноября 2015 года Na’Vi впервые за все время существования подразделения CS:GO вышли в финал мейджор-турнира DreamHack Open Cluj-Napoca 2015, в котором проиграли французскому коллективу Team EnVyUs. В апреле 2016 года «Рождённые побеждать» участвовали в самом престижном на то время турнире MLG Major Columbus 2016, где в финальном поединке проиграли бразильской команде Luminosity Gaming. 23 сентября 2018 года Natus Vincere заняли 2 место на FACEIT Major 2018, проиграв Astralis.
В 2018—2023 годах NAVI являлись одной из сильнейших команд в мировом соревновательном CS:GO, добившись ряда побед на крупных турнирах, а также множества индивидуальных успехов. На протяжении 59 недель (суммарно) команда находилась на первой строчке мирового рейтинга портала HLTV, причём, с 26 июля 2021 по 18 апреля 2022 года — непрерывно. За это время они выиграли: ESL One Cologne 2018, BLAST Pro Series Copenhagen 2018, StarSeries i-League Season 7, IEM Katowice 2020, IEM Cologne 2021, а 7 ноября 2021 года NAVI достигли самого большого успеха в CS:GO — впервые в своей истории выиграли престижнейший мейджор-турнир PGL Major Stockholm 2021 (ставший первым за два года major-турниром по CS:GO) с призовым фондом в $2 млн (из которых победитель получил $1 млн). Кроме того, за игровой сезон 2020—2021 годов NAVI выиграли Intel Grand Slam — соревнование для команд высочайшего уровня, которые выиграли за игровой сезон 4 турнира от ESL и Intel Extreme Masters (NAVI победили на IEM Katowice, IEM Cologne, DreamHack Masters Spring и ESL Pro League Season 14). За победу в соревновании команда была награждена золотыми слитками на сумму $1 млн.
22 мая 2022 года NAVI были близки к повторению успеха, заняв второе место на PGL Major Antwerp 2022, в финале проиграв FaZe Clan.
Игрок команды Александр «s1mple» Костылев трижды становился лучшим игроком мира по версии портала hltv.org (в 2018, 2021 и 2022 годах), а в 2019 и 2020 годах занял 2-е место в аналогичном рейтинге. Ряд других игроков, таких как Денис «electronic» Шарипов и Валерий «b1t» Ваховский также попадали в рейтинг лучших игроков мира.
30 июня 2023 года организация объявила о самых крупных изменениях за последние несколько лет и представила международный (европейский) состав: команду покинули Денис «electronic» Шарипов (играл за команду с 2017 года), Илья «Perfecto» Залуцкий (играл за команду с 2020 года) и Андрей «npl» Кухарский (играл в 2022—2023 годах). Их места заняли финн Алекси «Aleksib» Виролайнен (ранее бывший капитаном ENCE, OG и Ninjas in Pyjamas), румын Иван «iM» Михай (финалист Blast Paris Major 2023) и литовец Юстинас «jL» Лекавичюс (ранее игравший за MAD Lions и Apeks). В новом составе команда перешла в новую дисциплину — Counter-Strike 2.

#### Counter-Strike 2
26 октября 2023 года S1mple покинул активный состав NAVI. Его заменил 18-летний Игорь «w0nderful» Жданов.
31 марта 2024 года состав NAVI по CS 2 выиграл первый в истории этой дисциплины Major-турнир (и второй Major-турнир в истории организации) — PGL CS2 Major Copenhagen 2024. В финале турнира со счетом 2:1 была обыграна команда FaZe Clan. Лучшим игроком (MVP) турнира стал игрок NAVI Юстинас «jL» Лекавичюс. Призовые команды составили $500 000.
21 июля 2024 года NAVI выиграли турнир по CS 2 в рамках Кубка мира по киберспорту (Esports World Cup), обыграв в финале со счетом 2:1 команду G2. Лучшим игроком (MVP) турнира (по версии HLTV) был признан игрок NAVI Валерий «b1t» Ваховский. Призовые команды составили $400 000.
22 сентября 2024 года NAVI выиграли ESL Pro League Season 20, обыграв в финале со счетом 3:2 команду Eternal Fire. Лучшим игроком (MVP) турнира стал Юстинас «jL» Лекавичюс. Призовые команды составили $170 000.
13 октября 2024 года NAVI вышли в финал шестого крупного турнира подряд — Intel Extreme Masters в Рио-де-Жанейро. В нем они сразились с командой MOUZ, обыграв её со счетом 3:1. Лучшим игроком (MVP) турнира по мнению организаторов стал Юстинас «jL» Лекавичюс, а портал HLTV назвал лучшим Ивана «iM» Михая.
|                           | Ник             | Полное имя         | Роль            | Присоединился    |
| Основной состав           | Основной состав | Основной состав    | Основной состав | Основной состав  |
| ------------------------- | --------------- | ------------------ | --------------- | ---------------- |
| Флаг Финляндии            | Aleksib         | Алекси Виролайнен  | Капитан         | 30 июня 2023     |
| Украина                   | w0nderful       | Игорь Жданов       | Снайпер         | 31 октября 2023  |
| Украина                   | b1t             | Валерий Ваховский  | Стрелок         | 8 декабря 2020   |
| Флаг Республики Косово    | makazze         | Дрин Шакири        | Стрелок         | 8 июля 2025      |
| Флаг Румынии              | iM              | Иван Михай         | Стрелок         | 30 июня 2023     |
| Тренер                    |                 |                    |                 |                  |
| Украина                   | B1ad3           | Андрей Городенский | Тренер          | 20 сентября 2019 |
| Руководство подразделения |                 |                    |                 |                  |
| Литва                     | bondie          | Артем Бондаренко   | Менеджер        |                  |

NAVI Esports Camp
В мае 2019 в Natus Vincere объявили о создании киберспортивного лагеря Na’Vi Esports Camp для игроков возрастом от 16 до 19 лет с целью сформировать юношескую команду по CS:GO. По итогам лагеря была сформирована команда Na’Vi Junior, в которую попали Валерий «b1t» Ваховский, Иван «kapacho» Копленко, Родион «fear» Смык, Илья «m0NESY» Осипов, Кирилл «Gospadarov» Госпадаров, Евгений «Aunkere» Карьят, Андрей «Whitesmith» Сарибекян и Алексей «Topa» Топчиенко.
Впоследствии Na’Vi Esports Camp был преобразован в NAVI Academy, а молодёжных составов у организации стало два: Na’Vi Junior и Na’Vi Youth. В декабре 2020 года впервые состоялся переход игрока из «академического» состава в основной: «b1t» заменил «flamie».
NAVI Junior
|                        | Ник     | Полное имя           |
| ---------------------- | ------- | -------------------- |
| Флаг Украины           | DemoN   | Дмитрий Мирошниченко |
| Флаг Украины           | cmtry   | Никита Самолётов     |
| Флаг Литвы             | dziugss | Джюгас Степонавичюс  |
| Флаг Республики Косово | Krabeni | Аулон Фазлия         |
| Тренер                 |         |                      |
| Флаг Венгрии           | coolio  | Андраш Ферчак        |

NAVI Youth
|               | Ник   | Полное имя      |
| ------------- | ----- | --------------- |
| Флаг Украины  | kodak | Назар Бучма     |
| Флаг Украины  | Yoki  | Даниил Истомин  |
| Флаг Польши   | ad3r  | Виктор Вилькойц |
| Флаг Германии | AJ    | Эндрю Джейсон   |
| Флаг Украины  | sae   | Лев Раков       |

NAVI Javelins
В апреле 2022 года Natus Vincere объявили об открытии женского состава по CS:GO. К команде присоединились игроки польского микса Totalne Gituwy.
13 февраля 2023 года NAVI Javelins заняли второе место на ESL Impact Katowice 2023.
7 января 2024 года NAVI объявили о роспуске женского CS-состава.

### Dota 2
В октябре 2010 года было объявлено о создании состава по игре Dota Allstars (позднее состав перешёл в Dota 2), в который вошли лучшие украинские игроки в этой дисциплине: Александр «XBOCT», Богдан «Ахура» Бойчук, Артур «Goblak» Костенко, Андрей «Mag» Чипенко и Александр «Deff» Степанюк, а затем места «Mag» и «Deff» заняли Данил «Dendi» Ишутин и Иван «Artstyle» Антонов. После победы на ASUS Spring 2011 вместо «Ахура» и "Goblak"к команде присоединились Дмитрий «LighTofHeaveN» Куприянов и Клемент «Puppey» Иванов. Этот состав оказался «золотым» — в августе 2011 года XBOCT, Dendi, Artstyle, LighTofHeaven и Puppey выиграли первый мировой чемпионат по Dota 2 — The International 2011, обыграв в финале китайский коллектив EHOME и выиграв $1 000 000. Победа сделала Natus Vincere самой успешной киберспортивной организацией в мире, с общими призовыми более $1 300 000 с начала 2010 года. В 2012 и 2013 годах Natus Vincere продолжают успешно выступать на The International, занимая оба раза второе место.
С 2014 года (неудачного выступления на The International 2014) начинается полоса неудач Dota-состава. После ухода Клемента «Puppey» Иванова и Куро Салехи «KuroKy» Тахасоми начинается затяжная череда смен состава, которая (даже несмотря на то, что Natus Vincere отобрались на The International 2015) приводит к тому, что 16 октября 2015 года состав Natus Vincere по Dota 2 был распущен, правда лишь на четыре дня. Уже 20 октября руководство организации объявило о «новой эре» команды и восстановлении Dota-состава, в который вошли Данил «Dendi» Ишутин, Акбар «SoNNeikO» Бутаев, Дмитрий «Ax.Mo» Морозов, Иван «ArtStyle» Антонов и Дмитрий «Ditya Ra» Миненков.
25 июля 2016 года Natus Vincere выигрывают первый за два года титул, обыграв в финале второго сезона StarLadder i-League StarSeries команду Team Secret и завоевав 135 000 долларов. Но уже вскоре серьёзные проблемы с составом возобновляются. Редко какой состав держался даже пару месяцев. Объявив новый состав в декабре 2016 года, организация вновь произвела изменения уже в феврале 2017, затем — в июле 2017. Этот июльский состав (с новым тренером, прежним игроком Na’VI, Александром «XBOCT» Дашкевичем) в ноябре 2017 выиграл турнир Adrenaline Cyber League, а также заняли 3-е место на турнире MDL Macau. Но эти успехи не были закреплены. Постоянные перемены в составе, продолжавшиеся с конца 2015 года, негативно сказывались на сыгранности и, соответственно, на результатах. На протяжении 2018 года игроки в команде продолжают меняться
Результаты становятся все хуже и хуже, в адрес игроков (в частности, Dendi) сыпалось множество претензий. 1 сентября 2018 года команда снова обновила состав, а также представила нового тренера — Андрея «Mag» Чипенко. После этого команда впервые за долгое время начала занимать высокие места на турнирах — главными достижениями стали второе место в ноябре 2018 на minor-турнире DreamLeague Season 10 (уступив в гранд-финале команде «Tigers» со счётом 3-2) и третье место на ESL ONE MUMBAI 2019 (апрель 2019). Na’Vi смогли отобраться и на главный турнир сезона — The International 2019, попав на мировой чемпионат впервые за 3 года. Впрочем, несмотря на успешное начало в групповом раунде, в первом же мачте плей-офф команда проиграла, поделив 13-16 места, выиграв $ 505 000 и покинув турнир.
Сезон 2019/2020 стал для команды неудачным. Несмотря на победу на WePlay! Reshuffle Madness (сентябрь 2019; это был турнир уровня «tier-3», на нём не было «грандов» мировой Dota) и второе место на благотворительном онлайн-турнире Gamers Without Borders (май 2020), сохранились все те же проблемы с составом, которые длились до этого уже несколько лет. За сезон команду в общей сложности покинули 6 человек. В сентябре 2020 года прошёл очередной решафл — Natus Vincere подписали состав команды FlyToMoon и пригласили нового менеджера — Сергея «AnahRoniX» Быковского. На ESL One Germany новый состав Na’Vi вышел в гранд-финал, в котором уступил Team Liquid со счётом 3-1, заняв 2 место и выиграв 80000$. 2020 год закончился для нового состава победой на турнире OGA Dota Pit Season 4, в гранд-финале была со счётом 3:0 побеждена команда OG. Несмотря на это, завершение сезона 2020/2021 годы для команды снова было неудачным — очередные перестановки в составе и ставка на многократного чемпиона Major-турниров Владимира «No[o]ne» Миненко не оправдались. В июле 2021 года после провала на отборочном турнире к The International текущий состав по Dota 2 был отправлен в инактив, а 30 августа был собран новый состав, также поменялся тренер и менеджмент команды.
23 января завершился первый сезон DPC EEU 2021/2022, в котором команда NAVI заняла лишь пятое место.
После провального выступления в первом туре DPC EEU 2023 и вылета во второй дивизион, команду покинули Алик «V-Tune» Воробей, Владислав «laise» Лайс и Никита «Nicky`Cool» Остахов.
После прохода команды PuckChamp в первый дивизион DPC EEU 2023, 27 февраля 2023 года её состав был подписан NAVI. Слот во втором дивизионе был передан NAVI Junior.
24 октября 2024 года весь действующий состав по Dota 2 был отправлен в инактив (запас). Как отметили в клубе, на данный момент они «не могут собрать ростер для основной команды клуба, который бы смог представлять NAVI на постоянной основе». 30 ноября 2024 года команда объявила о подписании нового состава — состава команды PuckChamp
1 июля 2025 г. состав команды NAVI Dota 2 Youth официально стал основным составом команды.

### Текущий состав
| С 1 июля 2025:            | С 1 июля 2025:   | С 1 июля 2025:      | С 1 июля 2025:                      | С 1 июля 2025:               |
| Флаг                      | Ник              | Полное имя          | Позиция                             | Дата присоединения к команде |
| ------------------------- | ---------------- | ------------------- | ----------------------------------- | ---------------------------- |
| Флаг Украины              | gotthejuice      | Тарас Линников      | Керри                               | 1 июля 2025                  |
| Флаг Украины              | Niku             | Артём Бачкур        | Мидлейнер                           | 1 июля 2025                  |
| Флаг Украины              | pma              | Юрий Проц           | Оффлейнер                           | 1 июля 2025                  |
| Флаг Кыргызстана          | W_Zayac          | Бакыт Эмилжанов     | Частичная поддержка Капитан команды | 1 июля 2025                  |
| Флаг Украины              | Riddys           | Станислав Митрошкин | Полная поддержка                    | 1 июля 2025                  |
| Руководство подразделения |                  |                     |                                     |                              |
| Украина                   | TheHeartlessKing | Максим Фадеев       | Тренер                              |                              |
| Украина                   | ILZH             | Илья Жиленко        | Менеджер                            |                              |

### PlayerUnknown’s Battlegrounds
11 апреля 2018 года организация объявила состав по PUBG. В него вошли четыре российских игрока: Вадим «POKAMOLODOY» Ульшин, Иван «Ubah» Капустин, Дмитрий «Shade1» Рощин и Святослав «Drainys» Комиссаров.
В июле 2018 NaVi занимают первое место в СНГ-квалификации к PUBG Global Invitational 2018, тем самым заработав себе место на основном турнире. На самом же PGI2018 состав занял 10 место в режиме TPP и 4 место в режиме FPP. Также состав выиграл квалификации на GLL Season 2, в регионе СНГ, но на самом турнире заняли 7 место. 19 ноября 2018 года был объявлен новый состав команды по PUBG: к POKAMOLODOY присоединились Дмитрий «Recrent» Осинцев, Александр «BatulinS» Батулин и Артём «Sadovnik» Данилюк. Новый состав в январе 2019 года добился первого существенного успеха, заняв 1 место в турнире «Unique League Season 2» и выиграв 150 тысяч рублей. В марте 2019 года Na’Vi оказались в шаге от повторения предыдущего достижения — на турнире «Unique League Season 3» команда заняла второе место. В апреле 2019 года после неудачного выступления на LAN-турнире PUBG Europe League, который проходил в Берлине, руководство организации приняло решение обновить состав команды. Из прежнего состава остался лишь Вадим «POKAMOLODOY» Ульшин, который однако утратил статус капитана команды. Новыми игроками стали Арсений «ceh9» Иванычев, Роман «ADOUZ1E» Зиновьев и Андрей «Bestoloch» Ионов.
В январе 2020 года состав на нынешний игровой сезон был обновлён вновь. В новом составе команда в апреле-мае выиграла PSL Season 6, получив $8210, а также заняла третье место на PUBG Continental Series: Charity Showdown, получив $10000. В мае 2020 года Na’Vi выиграли европейский турнир PUBG Continental Series: Charity Showdown, призовой фонд которого был направлен на благотворительность, а в сентябре того же года заняли второе место на PUBG PRO SESSIONS.
16 апреля 2021 года состав команды снова был полностью обновлён — был подписан состав команды Tornado Energy.
В начале лета 2022 года в основной состава команды NaVi по PUBG вернулся Иван «Ubah» Капустин.
20 ноября 2022 года команда Natus Vincere в составе Константина «Mellman» Лёвкина, Артёма «xmpl» Адаркина, Ивана «Ubah» Капустина и Александра «alya» Пирогова выиграла чемпионат мира по PUBG в Дубае, и заработала более $1 млн призовых.
Текущий состав:
|                 | Ник             | Полное имя      |
| Основной состав | Основной состав | Основной состав |
| --------------- | --------------- | --------------- |
| Флаг Украины    | Feyerist        | Антон Дутчак    |
| Флаг Украины    | Hakatory        | Виталий Шайда   |
| Флаг Украины    | SoseD           | Сергей Зубков   |
|                 | ext4nz          | Кирилл Лысенко  |
| Тренер          |                 |                 |
| Флаг Украины    | ALREIN          | Вадим Лёвин     |

### Mobile Legends: Bang Bang
4 ноября 2021 года было открыто подразделение по мобильной игре Mobile Legends: Bang Bang. В первый состав Natus Vincere вошли игроки СНГ-команды Deus Vult, которая считалась сильнейшей в регионе СНГ. Но 10 декабря 2022 года состав был распущен.
8 февраля 2025 года NAVI вновь открыли подразделение, подписав состав индонезийской организации Rebellion Esports.
14 мая 2025 года NAVI открыли два женских состава по Mobile Legends, подписав филиппинский ростер Omega Esports и малайзийскую команду Arcane Ladies.

### Valorant
18 июня 2021 года в Natus Vincere было открыто подразделение по игре Valorant и представлен первый игрок команды, россиянин Кирилл «Cloud» Нехожин.
Текущий состав:
|                  | Ник      | Полное имя      |
| ---------------- | -------- | --------------- |
| Флаг Украины     | ANGE1    | Кирилл Карасёв  |
|                  | Shao     | Андрей Кипрский |
| Флаг Швеции      | Zyppan   | Понтус Ик       |
| Флаг Нидерландов | hiro     | Эмирхан Кат     |
| Флаг Турции      | Ruxic    | Угюр Гюч        |
| Флаг Чехии       | alexiiik | Алекс Хавласек  |

Менеджером NAVI Valorant является Марина «Rin Hallward» Роговская.
NAVI CELESTIALS
10 июля 2022 года NAVI подписали женский состав по Valorant — в него вошли четыре игрока турецкой команды FUT Female.
10 декабря 2023 года состав NAVI Celestials был распущен, женское подразделение по Valorant было закрыто.

### Clash of Clans
19 января 2023 года в NAVI было открыто подразделение по мобильной игре Clash of Clans. В команду вошли четыре игрока из Японии и один из Бразилии. Ранее азиатские киберспортсмены одержали победу на Clash of Clans World Championship 2022 в составе QueeN Walkers.
В феврале 2023 года NAVI выиграли первый для себя в новой дисциплине турнир Clash of Clans Worlds Warm Up 2023. В мае 2023 года NAVI заняли второе место на Rush of Clans: Golden Edition, выиграв $10000. На чемпионате мира 2023 года команда заняла четвёртое место и выиграла $80000.
5 января 2024 года NAVI обновили состав по Clash of Clans после ухода французского игрока Лодри «Synthé» Биярда, на его место был взят бразилец Педро «pCastro» Леан — победитель и лучший игрок чемпионата мира 2023 года.
Текущий состав:
|             | Ник    | Полное имя    |
| ----------- | ------ | ------------- |
| Флаг Японии | GAKU   | Гаку Мукай    |
| Флаг Японии | Klaus  | Юя Огата      |
| Флаг Японии | STARs  | Кейю Канехара |
| Флаг Японии | Kazuma | Казума Ёсида  |
| Тренер      |        |               |
| Флаг Японии | Yatta  |               |

Менеджером команды является является Марина «Rin Hallward» Роговская.

### Brawl Stars
9 мая 2021 года руководство Natus Vincere официально объявило о подписании состава команды ZeroZone по Brawl Stars.
С 2021 по 2023 год NAVI Brawl Stars трижды выступили на Brawl Stars World Finals (лучший результат — 2-е место), а также пять раз становились чемпионами региональных месячных финалов Brawl Stars Championship.
11 декабря 2023 года NAVI объявили о роспуске состава по Brawl Stars и переводе в инактив Ярослава «Angelboy» Лабунца и Марчелино «Cube» Брынковяну. Пётр «MMA» Поморцев принял решение оставить соревновательную сцену. При этом NAVI не закрыли подразделение, решив остаться в дисциплине и в будущем собрать новый состав.
17 февраля 2024 года был представлен новый состав по Brawl Stars: в него вошли три игрока из Японии — «Achapi», «Levi» и «I see». 30 января 2025 года был представлен состав на новый сезон: «Achapi», «Kuru» и «Ryohei».

### League of Legends
18 февраля 2012 года руководство Natus Vincere официально объявило о подписании состава команды MyBoys по League of Legends. В мае 2012 года команда побеждает в онлайн-турнире SoloMid EU Tournament Circuit. В 2015 году, организация Natus Vincere открыла сразу два состава по LoL: европейский и СНГ-состав.
21 февраля 2016 года, Natus Vincere объявили о роспуске европейского состава по League of Legends из-за непрохода в Challenger Series и нерациональности наличия двух составов по одной игре.
В 2017 году был распущен также СНГ-состав.
Самыми серьёзными достижениями подразделения по LoL стали 3-4 место на турнире Летний сплит LCL 2016 и 4 место на турнире Весенний сплит LCL 2016.
11 июня 2025 года NAVI спустя 8 лет вернулись в League of Legends, приобретя команду Rogue.
31 октября 2024 года NAVI объявили о роспуске состава и уходе из дисциплины. Единственным достижением состава стала победа в июне 2024 года на турнире TELUS Esports — $5000 Arena #3, который относится к C-Tier, четвёртому по значимости уровню турниров в киберспорте.

### CrossFire
13 мая 2025 года NAVI объявили об открытии подразделения по игре CrossFire. Организация подписала бразильскую пятёрку игроков, ранее выступавших за Dragons Esports. В первый состав команды вошли Рафаэл «Akxshi» Тито, Патрик «GDSZ» Меир, Жоау «JV» Витор, Хуан «Juan1» Карлос и Адриано «adrF» Фария, тренером команды стал Габриэл «GoW» Олива.

### Tekken 8
25 мая 2024 года NAVI открыли подразделение по файтингу Tekken, подписав корейского игрока Кима «Kkokkoma» Му Джона, позже к составу присоединился филиппинец Александр «AK» Лаверес. В июле 2024 года «AK» занял третье место на LAN-турнире FV Major 2024, в сентябре стал серебряным призёром Ultimate Fighting Arena 2024 и Red Bull Golden Letters 2024. «Kkokkoma» занял второе место на турнире CROSSOVER 2024 в августе 2024 года, а в сентябре стал чемпионом турнира Emirates Showdown 2024.

### Apex Legends
9 апреля 2019 года организация объявила об открытии подразделение по Apex Legends. В состав NA’VI по игре вошли белорусские игроки Алексей «cYpheR» Янушевский и Никита «clawz» Марчинский, ранее успешно выступавшие в дисциплине Quake Champions, а затем также Артём «pkmk» Нечаев. В данном составе команда дебютировала на ProApexLegends Spring Madness, в котором выбыла в первом раунде.
На данный момент наивысших результатов подразделение по Apex добилось на четырёх турнирах: Twitch Rivals — Road to TwitchCon (август 2019), Apex Legends Preseason Invitational (сентябрь 2019), TwitchCon San Diego 2019 (сентябрь 2019) и Twitch Rivals Apex Legends Showdown — EMEA (февраль 2020). На всех перечисленных турнирах команда заняла второе место.
В феврале 2021 года команда заняла 2 место на турнире ALGS Winter Circuit #3 — Europe, а в марте — на турнире ALGS Winter Circuit Playoffs — EMEA, выиграв в сумме за два турнира $27 000.
23 февраля 2022 NAVI объявили о полной замене состава. В обновлённый состав вошли бывшие игроки команды Myztro Gaming — Анатолий «Wrugb» Белоусов, Дмитрий «Xron» Сахарук и Александр «Sanya» Бокучава.
6 марта 2024 года NAVI вторично открыли состав по Apex, подписав игроков команды Orgless and Hungry: Матея "MaTaFe Феконья, Педро «KIND4» Мальдонадо Вегу и Тайлера «Tyler» Вуда. В апреле к команде присоединился тренер — Джейсон «HTPHarold» Хэбблуайт, однако уже в августе он прекратил работу с NAVI. 26 июня Tyler был заменён на Калеба «iHenchman» Николлса.
31 октября 2024 года NAVI объявили о роспуске состава и уходе из дисциплине. Единственным достижением состава стала победа в июне 2024 года на турнире TELUS Esports — $5000 Arena #3, который относится к C-Tier, то есть, четвёртому по значимости уровню турниров в киберспорте.
20 марта 2025 года команда вернулась в дисциплину, представив новый состав. В него вошли действующие чемпионы мира, ранее выступавшие в составе GoNext Esports, — Хосе «Uxako» Льоса, Филипе «Hiarka» Моргадо и Киллиан «zhidan» Брун. Тренером стал Франциско «Esteves33» Эстевес. 14 мая 2025 года Киллиана «zhidan» Бруна заменил Антон «Slab» Эклунд.

### Call of Duty: Warzone
С 2021 по 2022 год у NAVI был профессиональный игрок, который имел статус «контент-креатора» и стримера по Warzone. 3 марта 2021 года в организацию вернулся россиянин Дмитрий «Recrent» Осинцев, который с ноября 2018 по апрель 2019 выступал в составе Na’Vi по PlayerUnknown’s Battlegrounds. Позднее Recrent занимался стримингом на Twitch и выкладыванием контента на YouTube сперва по PUBG, а затем перешёл в Warzone. Ещё до возвращения в Na’Vi, в июле 2020 года Recrent установил в этой игре мировой рекорд в одиночном режиме: он сделал 43 фрага и нанёс более 10 000 урона противникам. В составе Na’Vi Recrent неоднократно участвовал в турнирах Twitch Rivals по CoD: Warzone.
19 апреля 2022 на своей странице в соцсети ВКонтакте Recrent объявил о прекращении сотрудничества с NAVI. Это произошло в связи с решением клуба не продолжать работу с гражданами РФ из-за вторжения России на Украину.
22 июня 2024 года NAVI вернулись в дисциплину, объявив об открытии полноценного состава по Warzone, подписав трёх игроков из Австралии: Марка «Zepa» Зепакича, Джека «Levi» Робинсона и Аарона «Lymax» Бутчера. Менеджером состава стал Михаил «M1ke» Паламар.

### Fatal Fury
14 мая 2025 года NAVI открыли подразделение по файтингу Fatal Fury, подписав контракт с мексиканцем Луисом Гваделупе «DarkAngel» Кастильо Гомесом. 1 июня 2025 года он стал чемпионом LAN-турнира Headstomper 2025 в Швеции, а в июле — бронзовым призёром Esports World Cup 2025.

### Шахматы
Многие киберспортивные организации открывают «подразделения» по шахматам, подписывая контракты с известными гроссмейстерами.
15 февраля 2025 года NAVI подписали контракт с тремя шахматистами: экс-чемпионом мира по рапиду Нодирбеком Абдусатторовым, первым чемпионом мира по шахматам Фишера Уэсли Со и экс-чемпионом мира до 18 лет Александром Бортником.

## Закрытые подразделения

### StarCraft II
В апреле 2011 года организация открыла подразделение по игре StarCraft II. Изначально была выбрана стратегия, основанная на развитии перспективных молодых игроков. Одним из них стал датчанин Джон Андерсен, который до этого прославился как игрок DotA Allstars и играл в известных европейских командах. 30 декабря 2011 года было объявлено о роспуске подразделения, в основном, в связи с отсутствием удовлетворительных результатов.
9 апреля 2013 года в результате объединения организации Natus Vincere с командой «FXOpen e-Sports Europe» подразделение по StarCraft II было возобновлено, но 1 ноября того же года в связи с прекращением финансирования состав по Starcraft II был вновь распущен.
1 декабря 2023 года, спустя десять лет после закрытия, NAVI вновь открыли подразделение по Starcraft II, подписав 25-летнего польского игрока Петра «Spirit» Валукевича. 10 октября 2024 года подразделение было закрыто.

### PUBG Mobile
1 октября 2020 года Natus Vincere открыли подразделение по мобильной версии игры PlayerUnknown’s Battlegrounds — PUBG Mobile. Первым игроком нового подразделения стал Дмитрий «OldBoy» Буй, а менеджером — Александр «Glory» Маноил. Крупнейшими достижениями состава в 2020—2021 годах стали победа на EMEA League (октябрь 2020; $30 000), 5-6 место на Peacekeeper Elite Championship 2020 (ноябрь 2020, $75 000) и 4 место на PUBG Mobile Global Championship 2020 Finals (январь 2021; $40 000). В июне этот состав выиграл турнир PMPL Season 1 2021: EMEA Championship с призовым фондом $40000, а в июле — PUBG Mobile National Championship и $9600.
Ноябрь 2021 принёс составу первое место на турнире PUBG Mobile Global Championship 2021 с призовым фондом $40 000, а в январе 2022 подразделение заработало самый большой приз за время своего существования — серебряные медали PUBG Mobile Global Championship 2021 принесли команде $630 000.
5 октября 2022 г. организация приняла решение о расформировании состава по PUBG Mobile.
12 января 2024 года Natus Vincere объявили о повторном открытии подразделения по PUBG Mobile. Организация подписала четырёх казахстанских игроков из команды Falcons White.
7 июля 2025 года NAVI распустили состав по PUBG Mobile.

### Halo Infinite
12 ноября 2021 в NAVI было открыто подразделение по шутеру Halo Infinite. Сам клуб стал одним из стартовых партнёров Halo Infinite Esports. В первый состав по дисциплине вошли известные европейские игроки. Менеджером команды являлась Екатерина «koKa» Козак. В марте 2022 команда заняла второе место на турнире Halo Championship Series 2022: Europe Super (призовой фонд — $22 000).
За более чем два года с момента формирования наша команда выступила на двух чемпионатах мира, а также на всех Major-турнирах в дисциплине. Лучший результат — 7-8-е место на Halo World Championship 2023.
20 декабря 2023 года NAVI объявили о закрытии состава по Halo Infinite.

### Rocket League
20 октября 2021 было объявлено об открытии подразделения по игре Rocket League. К NAVI присоединились игроки европейского микса Fadeaway.
Команда не отличилась достижениями. Самым значимым результатом на турнирах категории A-Tier (самые престижные) стало 9-12 место и $2000 призовых на турнире RLCS 2021-22 — Winter: EU Regional Event 2 — Premier Cup. Единственной победой коллектива стала победа на турнире Italian Rocket Championship Season 7: Serie A — League Play (турнир категории C-Tier).
NAVI официально не объявляли о роспуске состава и закрытии подразделения, однако ещё в июне 2022 года издание EGW News сообщало о планах организации распрощаться с составом по Rocket League. 6 октября 2022 года команду покинул последний игрок активного состава — Луис «LuiisP» Пуэнте Пенья. Пятью днями ранее из организации (и вообще из профессионального киберспорта) ушёл менеджер состава Саймон «s1moN» Бикинг.
После этого никаких изменений в подразделении по Rocket League не происходило.

### Tom Clancy’s Rainbow Six Siege
25 февраля 2019 года в Natus Vincere было открыто подразделение по игре Rainbow Six. Организация подписала немецкий состав Mock-it Esports, в который вошли Никлас «KS» Массирер, Ян «ripz» Хуке, Лукас «korey» Цвингманн, Паскаль «CRYNNN» Алуан и Лассе «Lazzo» Кли. Дебютировал новый состав в рамках турнира Pro League Season 9. В итоге этот состав был распущен, причиной послужило то, что команда показывала неудовлетворительные результаты на киберспортивной сцене. После этого Natus Vincere подписали контракт с MnM Gaming, таким образом, в июне игроками Na’Vi стали Леон «neLo» Песич, Бен «CTZN» Макмиллан, Джек «Doki» Робертсон, Люк «Kendrew» Кендрю и Шимон «Saves» Каменяк.
В июле 2019 новый состав выиграл групповой этап турнира ESL Premiership Summer 2019, а 10 ноября того же года команда достигла ещё более существенного успеха, заняв 1 место в 10 сезоне турнира Rainbow Six Pro League Season 10 и заработав $100 000. В октябре 2019 года один из игроков Na’Vi Джек «Doki» Робертсон получил бан (запрет на выступления) от ESL на шесть месяцев.
В ноябре команда вновь победила на ESL Premiership Summer 2019, получив $10 000 призовых. В июле-августе 2020 года Na’Vi заняли 2 место на турнире UK Ireland Nationals Season 1 (выигрыш $7 000), а в марте 2021-го выиграли UK Ireland Nationals Season 2 и $10 000. В апреле команда заняла 1 место на European League 2021 — Stage 1 и выиграла $93 000. В августе команда стала сильнейшей на UK & Ireland Nationals Season 3, получив $10 273.
18 марта 2022 года в составе команды произошли изменения, её покинули тренер Сирил «jahk» Рено, аналитик Разиг «DraZ» Абида, а также два игрока — Шимон «Saves» Каменяк и Джек «Doki» Робертсон, а новыми игроками NAVI стали бразилец Педро «Thuunder» Муниз и британец Джордан «Kayak» Морли.
27 февраля 2023 года NAVI объявили о закрытии состава по Rainbow Six Siege. Последними команду покинули Эдоардо «T3b» Треглиа и Джесси «Jeggz» Оджанен, перешедшие в WYLDE, после чего NAVI приняли решение не собирать новый состав и уйти из дисциплины. Наибольшим достижением состава осталась победа на Pro League Season 10 в 2019 году.

### Quake Champions
29 июля 2017 года организация Natus Vincere открыла подразделение по Quake Champions, подписав контракт с Антоном «Coollerz» Синьговым, но 15 мая 2018 года подразделение было закрыто, а Coollerz покинул Natus Vincere.
Тем не менее, с апреля 2019 года подразделение было открыто вновь, а его единственным игроком стал белорус Алексей «cYpheR» Янушевский, который также выступал в составе Na’Vi по Apex Legends. В настоящее время он продолжает участвовать в турнирах по Quake Champions, параллельно являясь тренером состава по Apex. Самым серьёзным достижением данного подразделения является 2 место, полученное на турнире QUAKE PRO LEAGUE SEASON 1: STAGE 3 (март-май 2020). В июле 2020 г. cYpheR покинул пост тренера по Apex Legends, сосредоточившись на Quake Champions. В апреле 2021 года команда заняла 2 место на турнире Quake Pro League Season 2: Stage 2 и выиграла $10 000, а в июле — третье место на Quake Pro League Season 2: Stage 3. После этого команда фактически перестала выступать.

### League of Legends: Wild Rift
12 марта 2021 года было объявлено о появлении в организации состава по Wild Rift — мобильной версии игры League of Legends. Для первого состава по дисциплине Natus Vincere подписали китайских игроков, входящих в топ-50 европейского рейтинга. Впоследствии состав претерпел несколько изменений, а в июле 2021 года стал состоять, преимущественно, из российских или русскоязычных игроков.

### Free Fire
2 августа 2021 года организация Natus Vincere открыла подразделение по мобильной игре Free Fire, подписав состав команды Silence (Руслан «Dandy» Оморов, Хейбар «VaJniy» Иманов, Александр «DD» Божков и Амир «Skyrix» Канатов) — лучший на тот момент состав в СНГ по данной дисциплине. 3 сентября в ходе турнира Free Fire Pro League CIS Season 3 состав команды поменялся, его покинул «Dandy», а присоединились Алексей «Twister» Мухин и Руслан «Svitogor» Мамацуев.
2 октября 2021 г. завершился турнир Free Fire Pro League CIS Season 3, на котором победу одержала команда Natus Vincere (призовые — $25 000). 28 ноября 2021 команда стала бронзовым призёром EMEA Invitational 2021 (призовые — $25 000).

### FIFA
В начале февраля 2011 года Natus Vincere открывает FIFA-подразделение, включившее в себя самых титулованных игроков Украины: Антона «AdreNaLinE» Поддубного, Александра «BlooD» Рябикина (представлял Украину на World Cyber Games в 2008 году), Евгения «Yozhyk» Мостовика (участник этого же турнира в 2009 году) и Александра «ToTsi» Шрамко (участник WCG в 2010 году). 2011 год становится для команды самым успешным: удаётся завоевать первое и второе место на турнире Ukrainian FIFA League 2011, а также одержать победу в турнирах OSPL Spring 2011, WCG 2011 UA и SEC 2011.
Уже в 2012 году под флагами Na`Vi остаётся только один игрок — Евгений «Yozhyk» Мостовик. Киберспортсмен за свою карьеру сыграл на множестве как интернациональных, так и локальных турниров и принёс большое число титулов. За 8 лет в составе клуба Yozhyk принял участие в более чем 15 турнирах, дважды становился победителем International Esports Tournament в Китае и выиграл свыше $ 35 000. 12 февраля 2019 года Yozhyk покинул Natus Vincere в связи с желанием заниматься развитием своего собственного бренда и медиаканалов.

### Heroes of the Storm
3 апреля 2015 года в Natus Vincere объявили об открытии состава по игре Heroes of the Storm. В данный состав вошли Александр «AlexTheProG» Грумпструп, Симон «ScHwimpi» Свенссо, Александар «ethernal» Миланов, Джероме «JayPL» Трин и Любомир «Splendour» Козловски. Несмотря на достаточно удачные выступления команды в 2015 году, в начале 2016, после неудачной игры на очередном Чемпионате Мира, организация заменила ряд игроков. AlexTheProG и ethernal в составе остались, к ним присоединились Матиц «Zarmony» Микец, Фран «GranPkt» Нунез и Иван «Croatia» Котурич. В конце апреля 2016 года команда Natus Vincere по Heroes of the Storm была расформирована.
Достижения состава Natus Vincere по Heroes of the Storm:
- 1-е место DreamHack Tours 2015
- 3-е место DreamHack Summer 2015
- 1-е место StormGrounds Invitational
- 2-е место DreamHack All-Stars Valencia
- 1-е место 2015 HWC — Europe Championship
- 3-е место 2015 HWC — Global Finals
- 1-е место Enter the Storm #4
- 2-е место Heroes Battle Arena

### World of Tanks
4 июля 2013 года было объявлено, что команда Red Rush объединяется с Natus Vincere и будет выступать во всех чемпионатах по World of Tanks под тегом организации. С 2013 года команда неоднократно становилась победителем крупнейших международных турниров, включая двукратный триумф в гранд-финалах WGL (2014, 2016), чемпионата мира среди клубных команд, и заработала более 350 тысяч долларов призовых.
В июне 2017 года команда Natus Vincere закрыла своё подразделение World of Tanks по причине истечения срока контракта.
Состав на момент роспуска:
|                       | Ник             | Полное имя      | Роль                      |
| Основной состав       | Основной состав | Основной состав | Основной состав           |
| --------------------- | --------------- | --------------- | ------------------------- |
| Флаг Франции          | Adam            | Адам Маанане    | Топ                       |
| Испания               | Thayger         | Франсиско Масо  | Лесник                    |
| Швеция                | Larssen         | Эмиль Ларссон   | Мид                       |
| Флаг Республики Корея | Hans SamD       | Ли Чжэ Хун      | Бот                       |
| Флаг Республики Корея | Malrang         | Ким Гын Сон     | Саппорт                   |
| Тренерский штаб       |                 |                 |                           |
| Великобритания        | fredy122        | Саймон Пэйн     | Главный тренер            |
| Флаг Республики Корея | Trick           | Ким Кан Юн      | Помощник главного тренера |

|              | Ник          | Полное имя        |
| ------------ | ------------ | ----------------- |
| Флаг России  | LeBwa        | Дмитрий Палащенко |
| Флаг России  | lnspirer     | Максим Мазеин     |
| Флаг Украины | SL1DE        | Дмитрий Фришман   |
| Флаг России  | Kirilloid    | Кирилл Пономарев  |
| Флаг России  | StraikoID    | Олег Романенков   |
| Флаг России  | TheAnatolich | Анатолий Бараков  |
| Флаг Украины | Rhino        | Андрей Лесь       |

### Hearthstone
17 сентября 2015 года на официальном сайте Natus Vincere было объявлено, что к организации присоединяются три талантливых европейских игрока, которые будут представлять Na`Vi в дисциплине Hearthstone. Ими стали: Себастьян «Xixo» Бентерт, Себастьян «Ostkaka» Энгвалл и Фредерик «Hoej» Нильсен. На протяжении оставшейся половины 2015 года состав по карточной игре от Blizzard показывал очень хорошие результаты. Стоит отдельно выделить Себастьяна «Ostkaka» Энгвалла, который занял 1-е место на Чемпионате Мира BlizzCon 2015, заработав $100 000.
В 2016 году состав Na`Vi по HS посетил около 20 различных турниров, на которых были заняты призовые места. В конце января 2016 г. к составу присоединятся игрок из Азии Джунг-Су «Surrender» Ким. В командном зачёте к концу лета 2016-го квартет Natus Vincere являлся сильнейшим в мире. Тем не менее, 7 сентября 2016 года организация принимает решение не продлевать контракты с игроками и сконцентрировать свои ресурсы на других направлениях.

### Paladins
31 августа 2017 года WESA и Hi-Rez Studios анонсировали создание Paladins Premier League (PPL), куда были приглашены 10 команд от различных организаций, включая Natus Vincere, а 7 сентября был официально анонсирован состав по этой дисциплине: Кай «Faenex» фон Дюппе, Кари «Mutu» Парвиайнен, Тему «Spunkki» Тенхунен, Павел «Creativs2» Майшик и Кевин «Unbelivable» Раху.
Состав по Paladins демонстрировал высокий уровень игры и занимал призовые места на многих турнирах, получая солидные призовые. Самой значимой стала победа 7 января 2018 года в финале турнира Paladins World Championship 2018 над коллективом Fnatic со счётом 4:0 и титул чемпионов мира. Кроме этого, подразделение выиграло турниры Paladins Masters (май 2018, $40 000 призовых) и Paladins Summer Finals (июль 2018, $40 000 призовых).

### Fortnite
10 января 2019 года Na’Vi открыли подразделение по Fortnite. В состав вошли шведы Вигго «Bowman» Ханссон и Даниэль «AlphaAmons» Йоханссон. В июле в связи с неудовлетворительными выступлениями Bowman и AlphaAmons были заменены на Леви «lnuef» Эделейна и Квинтена «Quinten» фон дер Жейпа. Впрочем, уже в октябре 2019 года подразделение было закрыто по причине «нерентабельности дисциплины».
13 июля 2020 года подразделение было вновь открыто и объявлено, что к команде присоединится 15-летний российский игрок Даниил «Putrick» Абдрахманов, а 8 августа 2020 года к команде присоединился 15-летний россиянин Игорь «7tor» Попов. Тем не менее, стабильных результатов подразделение не показывало. Кроме того, было принято решение сконцентрироваться на развитии других киберспортивных дисциплин. Поэтому 18 июня 2021 года Na’Vi вновь объявили о роспуске состава по Fortnite.

## Вклад в развитие украинского киберспорта
14 июня 2010 года в здании Кабинета Министров состоялась встреча премьер-министра Украины Николая Азарова и команды Natus Vincere. На ней в том числе обсуждались вопросы развития индустрии информационных технологий на Украине. Премьер пообещал провести в 2011 году международный Открытый Киберспортивный Кубок Украины. Украинские игроки были зачислены в так называемый «Золотой Резерв», обеспеченный поддержкой со стороны правительства.
После победы Natus Vincere на PGL Major Stockholm 2021 команду поздравил президент Украины Владимир Зеленский, отметив её вклад в развитие украинского киберспорта и заявив, что «десятилетиями наши киберспортсмены завоёвывают титулы, выделяя Украину на карте мира». Успех команды также отметили и власти РФ — в Госдуме его назвали «прорывом российского киберспорта» (в чемпионском составе команды было двое украинцев и трое россиян).